# Sandan-kyō
 (janvier 2016).
Si vous disposez d'ouvrages ou d'articles de référence ou si vous connaissez des sites web de qualité traitant du thème abordé ici, merci de compléter l'article en donnant les références utiles à sa vérifiabilité et en les liant à la section « Notes et références ».
Le Sandan-kyō (三段峡) est une ravine de 16 km de long qui longe la Shiwaki-gawa, un des affluents de la rivière Ōta dans la préfecture de Hiroshima au Japon. Le Sandan-kyō fait partie du parc quasi national de Nishi-Chugoku Sanchi.